# ジマー・ガンサル・フラスカ・パートナーシップ

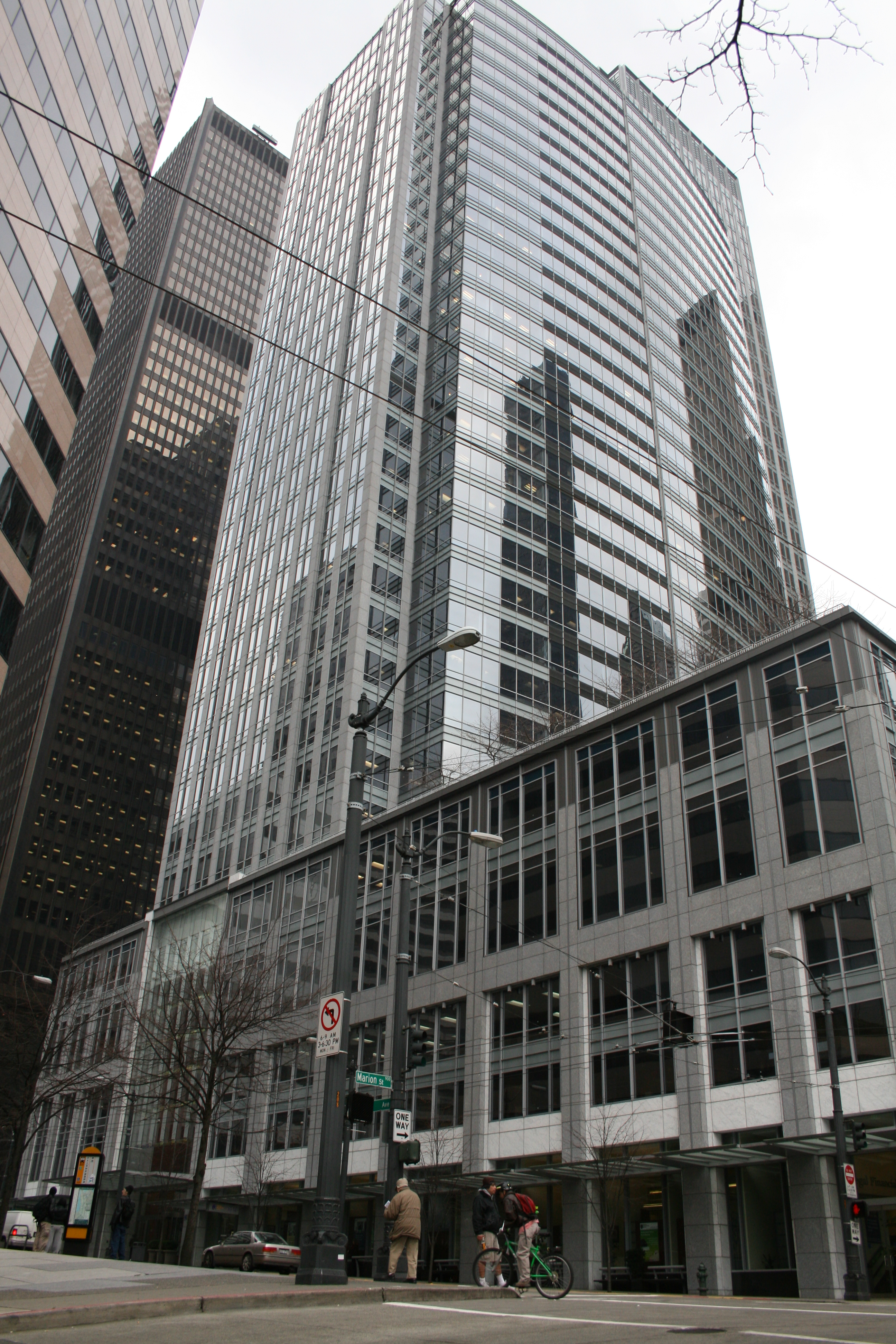
フォース・アンド・マディソン・ビル

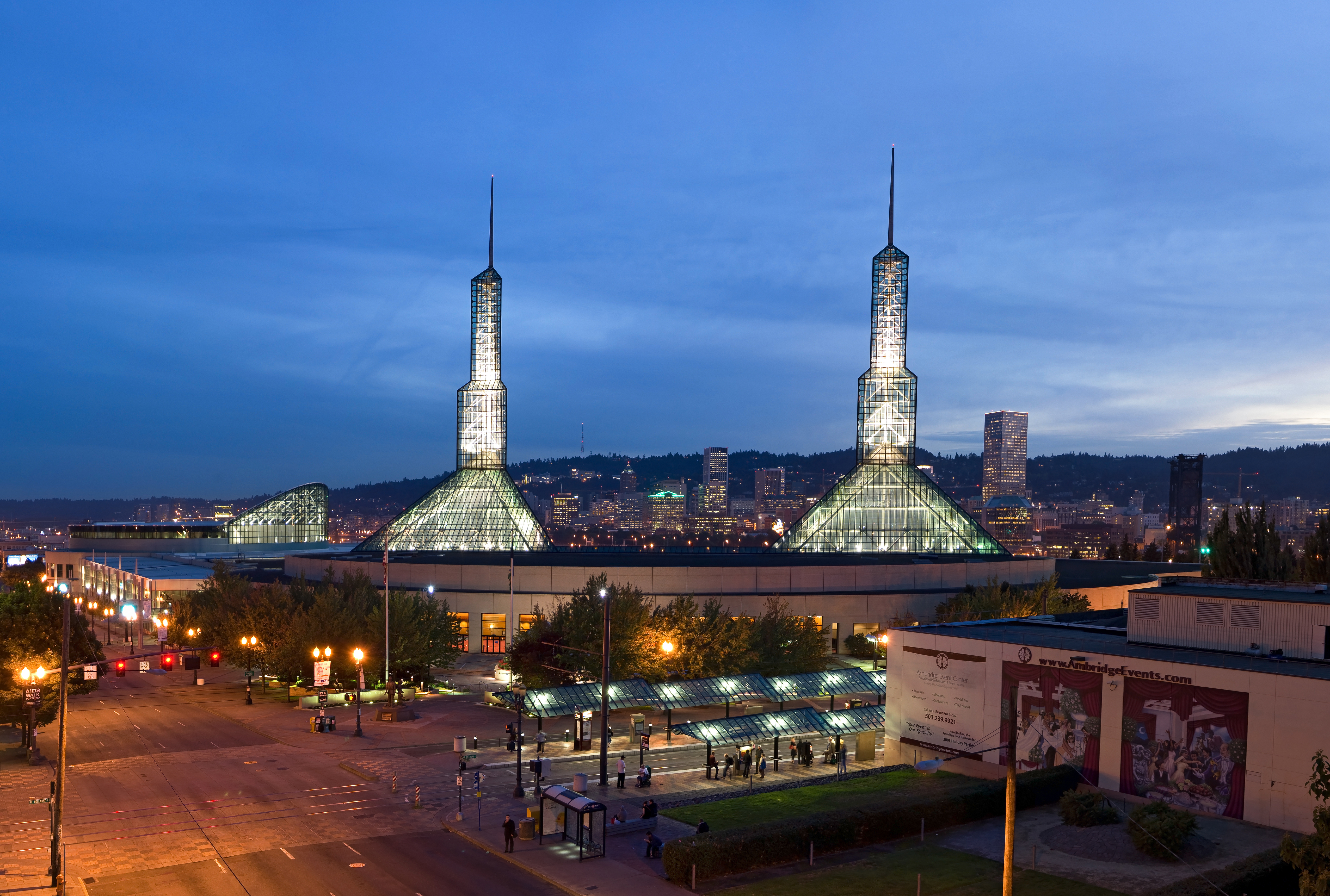
オレゴン・コンベンション・センター

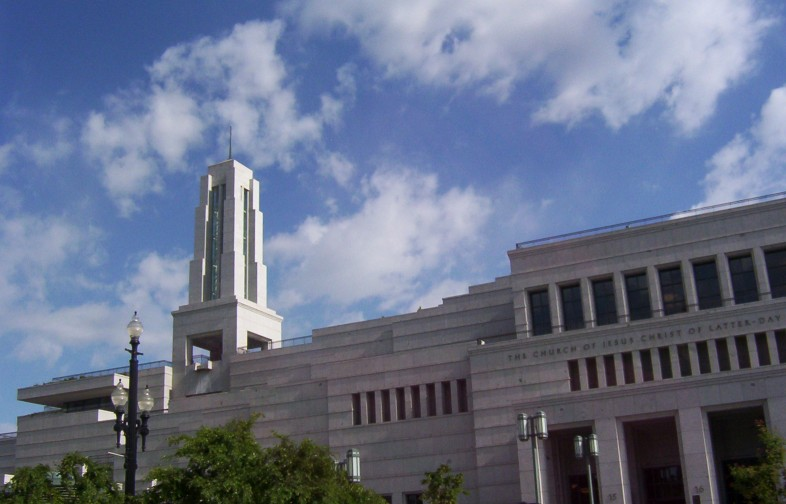
LDSカンファレンス・センター

ZGFアーキテクツ（ZGF Architects）は、アメリカ合衆国の建築設計事務所。1942年に創業し、オレゴン州ポートランドを拠点を置く。2002年にはアメリカ合衆国の10大建築事務所の1つに数えられた。
1991年、突出した建築物を継続的に創出した業績により、アメリカ建築家協会から建築事務所賞を授与された。

## 主要作品
- フォース・アンド・マディソン・ビル - シアトル
- フィフス・アンド・コロンビア・タワー - シアトル
- フレッド・ハッチンソン癌研究センターのサウス・レイク・ユニオン・キャンパス - シアトル
- コイン・センター　- ポートランド
- オレゴン・コンベンション・センター - ポートランド
- Amazon.comビル（別名：パシフィック・メディカル・センター）改築 - シアトル
- アムクワ・バンク・プラザ - ポートランド
- LDSカンファレンスセンター - ソルトレイクシティ